# Lars Laxén
Lars Gunnar Laxén, född 20 november 1912 i Filpula, död 23 maj 1978 i Åbo, var en finländsk officer.
Laxén gjorde som kommendör för II. bataljonen, Infanteriregemente 13 (JR 13), "Tigrarna från Tali", en betydande insats i avvärjningsstriderna vid Kaplainmäki, Vierumäki och Tali kvarn på Karelska näset 1944 och blev major samma år. Involverad i den så kallade vapensmusselaffären lämnade han Finland 1945, men återvände 1952 som försäkringsinspektör och kontorschef vid försäkringsbolaget Pohjola samt blev senare egen företagare.